# Jüdischer Friedhof (Burschtyn)
Koordinaten: 49° 15′ 49,3″ N, 24° 38′ 4,6″ O

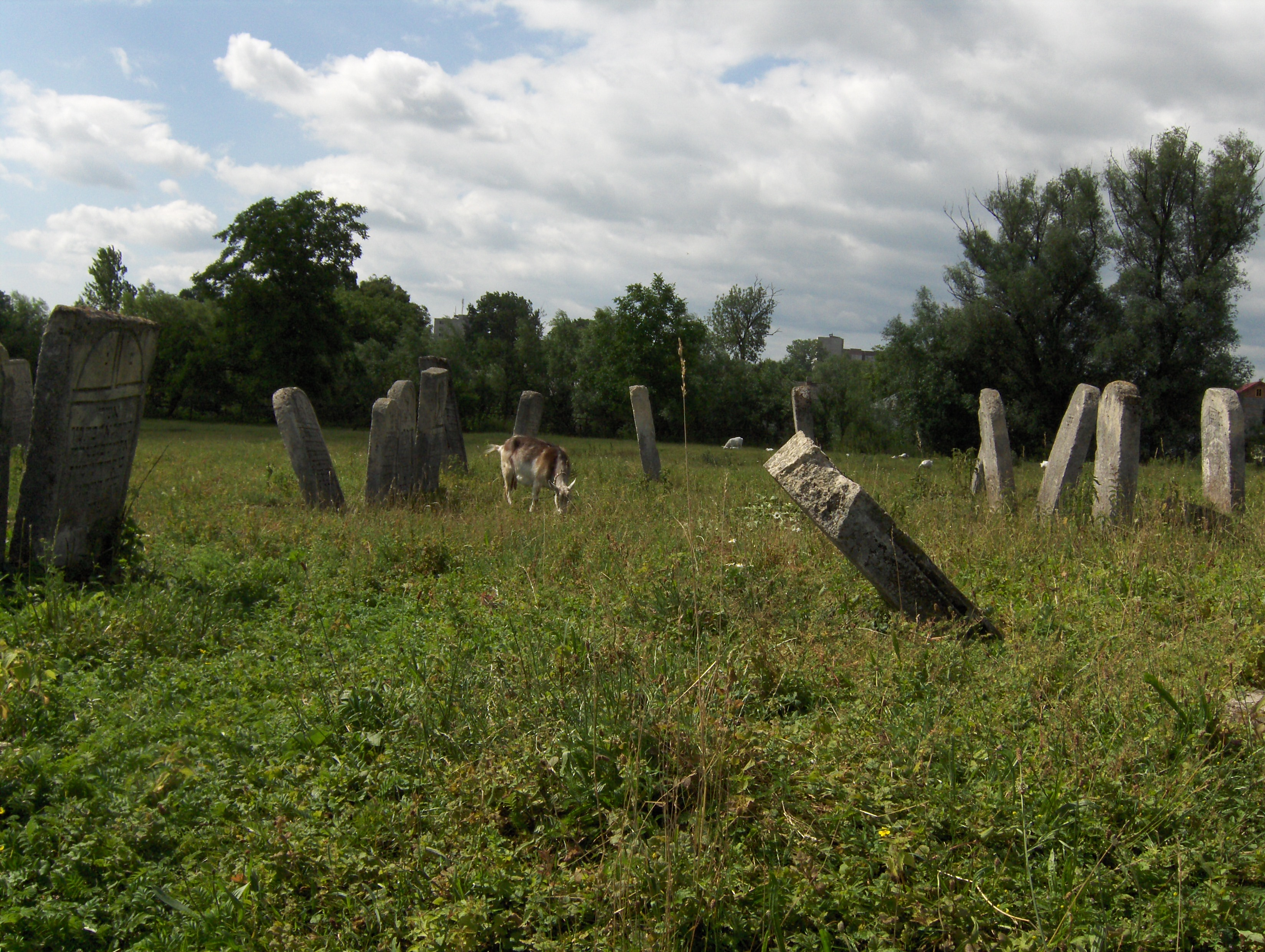
Jüdischer Friedhof in Burschtyn

Der Jüdische Friedhof in Burschtyn, einer Stadt in der Oblast Iwano-Frankiwsk im Westen der Ukraine, wurde im 18. Jahrhundert angelegt. Ungefähr 1940 fand hier die letzte Bestattung statt.
Auf dem Friedhof sind noch viele Grabsteine erhalten.